# Comuna de Jaświły
Jaświły (polaco: Gmina Jaświły) é uma gminy (comuna) na Polónia, na voivodia de Podláquia e no condado de Mońki. A sede do condado é a cidade de Jaświły.
De acordo com os censos de 2004, a comuna tem 5485 habitantes, com uma densidade 31,3 hab/km².

## Área
Estende-se por uma área de 175,41 km², incluindo:
- área agricola: 86%
- área florestal: 8%

## Demografia
Dados de 30 de Junho 2004:
|                      | Total   | Total | Mulheres | Mulheres | Homens  | Homens |
| -------------------- | ------- | ----- | -------- | -------- | ------- | ------ |
|                      | pessoas | %     | pessoas  | %        | pessoas | %      |
| População            | 5485    | 100   | 2643     | 48,2     | 2842    | 51,8   |
| Densidade (pop./km²) | 31,3    | 100   | 15,1     | 15,1     | 16,2    | 16,2   |

De acordo com dados de 2002, o rendimento médio per capita ascendia a 1231,22 zł.

## Comunas vizinhas
- Goniądz, Jasionówka, Korycin, Mońki, Suchowola, Sztabin